# Muang Houayxay
Muang Houayxay är ett distrikt i Laos.   Det ligger i provinsen Bokeo, i den nordvästra delen av landet, 300 km nordväst om huvudstaden Vientiane.